# 秦保寅
秦保寅（1628年—1690年），字乐天，号石漆山农，江苏无锡人，清朝早期诗人，著有《石农诗稿》。曾为“云门社”和“碧山吟社”成员。

## 简介
秦保寅生活富足，因此家中拥有海量藏书，且十分好客，毛奇龄早年为躲避兵灾而逃难时曾暂住秦保寅家，期间阅读了大量秦保寅私人所收藏的书籍。
清康熙年间，曾受无锡知县吴兴祚委托，与秦松龄一同参与编辑《无锡县志》。